# Jean-Pierre Fourré
Pour les articles homonymes, voir Fourré.
Jean-Pierre Fourré, né le 8 décembre 1944 à Matignon (Côtes-du-Nord), est un homme politique français.

## Biographie
Au sein du Parti socialiste, il a milité en politique sur une ligne proche de Jean-Pierre Chevènement.
Il a quitté le Parti socialiste pour adhérer au Mouvement des citoyens. Il est aujourd'hui éditeur (éditions Matignon) et écrivain.

## Détail des fonctions et des mandats
Mandats parlementaires
- 21 juin 1981 - 1er avril 1986 : Député de la 2e circonscription de Seine-et-Marne
- 16 mars 1986 - 14 mai 1988 : Député de Seine-et-Marne
- 12 juin 1988 - 1er avril 1993 : Député de la 8e circonscription de Seine-et-Marne

Fonctions
- Vice-président de l'Assemblée nationale lors de la IXe législature.
- Vice-président de l'UEO (Union de l'Europe occidentale)
- Président de la délégation française au Conseil de l'Europe
- Conseiller régional d'Île-de-France
- Conseiller général de Seine-et-Marne
- Président d'EPAMARNE (Établissement public d'aménagement de Marne-la-Vallée)